# Schmetterlingsfarm Trassenheide
Koordinaten: 54° 4′ 49,5″ N, 13° 52′ 7″ O
Die Schmetterlingsfarm Trassenheide ist ein in Trassenheide auf der Insel Usedom in Mecklenburg-Vorpommern gelegener Schmetterlingszoo, der von privaten Investoren geplant und 2005 eröffnet wurde.

## Anlagenkonzept

### Tropenhalle

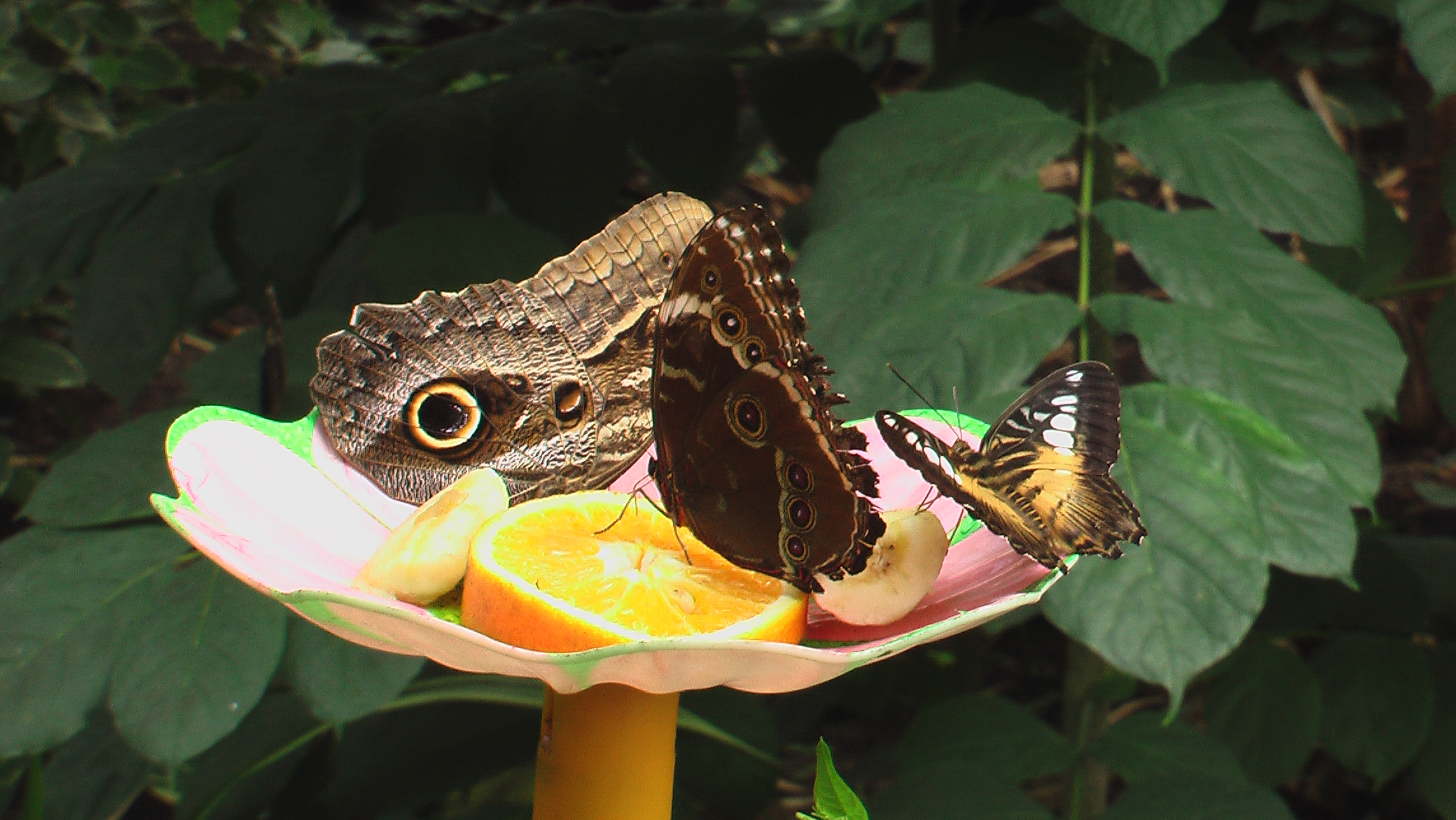
An Früchten saugende Schmetterlinge

Kernstück der Schmetterlingsfarm Trassenheide ist eine 2600 Quadratmeter große, für Besucher zugängliche Tropenhalle, in der bis zu 2500 freifliegende, tropische Schmetterlinge in rund 60 Arten gezeigt werden. In der Halle wird stets eine Temperatur um die 26 Grad Celsius und eine Luftfeuchte von etwa 80 % gehalten. Dadurch blühen viele der eingesetzten tropischen Pflanzen wie Hibiskus, Orchideen, Bambussträucher und Strelitziengewächse das ganze Jahr hindurch und bieten Nektarquellen für die Schmetterlinge. Zusätzlich werden saftige Früchte ausgelegt, an denen die Falter saugen können.
In einem separaten Raum („Puppenstube“) werden die Puppen von Schmetterlingen aufbewahrt und die Besucher können durch eine große Glasscheibe beobachten, wie die Falter aus ihren Kokons schlüpfen. Die meisten Puppen werden von tropischen Schmetterlingsfarmen importiert, nur einige Individuen entwickeln sich direkt in der Tropenhalle selbst, sofern die Nahrungspflanzen der Raupen verfügbar sind und die übrigen Entwicklungsbedingungen zutreffen.
Außer Schmetterlingen leben in der Tropenhalle auch einige Papageien und Schildkröten.

### Naturerlebniswelt und Insektenmuseum
In einer Naturerlebniswelt genannten Sektion sind Gesteinsformationen, Fossilien, urzeitliche Schnecken, Muscheln und Dinosaurierknochen ausgestellt.
Ein Insektenmuseum innerhalb der Schmetterlingsfarm enthält ein 150 Quadratmeter großes Höhleninsektarium, das u. a. weitere Insektenarten und Spinnentiere in 40 Terrarien zeigt.
Für Kinder werden gesonderte Bildungsprogramme, die die Metamorphose der Schmetterlinge erklären, angeboten. Schautafeln und Schaukästen mit verschiedenen Insekten sowie entomologische Literatur sind außerdem verfügbar.